# جي. آر. كيلوها
جي. آر. كيلوها (و. القرن 19 – 1877 م) هو عسكري من مملكة هاواي، ويحمل رتبة عسكرية جندي، توفي في هونولولو.

## الخدمة العسكرية
خدم في جيش الاتحاد 1864–1865.